# Beechcraft Model 77

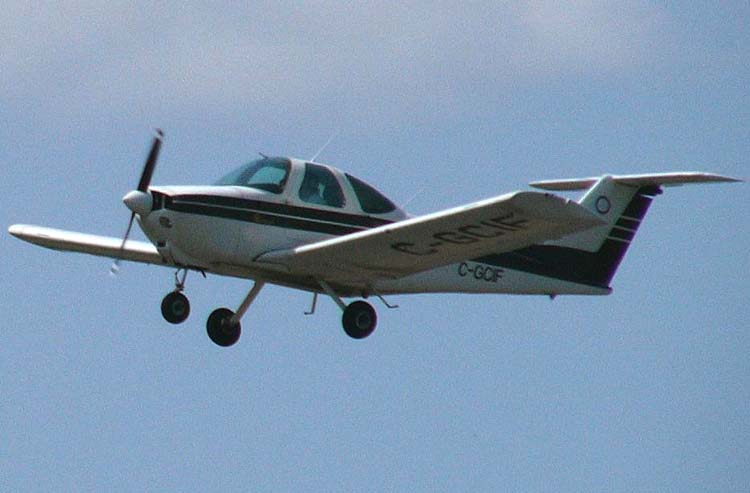
Beechcraft 77 im Landeanflug

Die Beechcraft Model 77 Skipper ist ein preisgünstiger und anspruchsloser Grundschultrainer aus dem Jahre 1975. Äußerlich ist sie der Piper Tomahawk ähnlich und besitzt wie diese einen von der NASA entwickelten Hochauftriebsflügel (GAW-1). Es handelt sich um einen einmotorigen Tiefdecker mit einem starren Bugfahrwerk. Auffälliges Kennzeichen ist das T-Leitwerk.
Der Erstflug der Skipper 77 (PD 285) fand am 6. Februar 1975 statt. Das erste Serienflugzeug folgte im September 1978. Das Lufttüchtigkeitszeugnis der Federal Aviation Administration liegt seit dem 17. April 1979 vor.
Die Beechcraft 77 war kein wirtschaftlicher Erfolg. Sie wurde nur bis 1981 gefertigt. Insgesamt wurden 312 Maschinen dieses Typs hergestellt, die von Beechcrafts eigenen Luftfahrtstützpunkten als Schulflugzeuge verwendet wurden.

## Technische Beschreibung
- Flügel: Tiefdecker mit Hochauftriebsprofil; rohrförmiger Hauptholm; Querruder und Landeklappen werden von Torsionsstange betätigt.
- Rumpf: Kastenrumpf, 2-sitzig
- Leitwerk: T-Leitwerk in Ganzmetallbauweise
- Fahrwerk: Starres Bugradfahrwerk,
- Triebwerk: ein 4-Zylinder-Boxermotor vom Typ Avco Lycoming O-235-L2C mit 115 PS Startleistung

| Kenngröße             | Daten                                   |
| --------------------- | --------------------------------------- |
| Länge                 | 7,32 m                                  |
| Flügelspannweite      | 9,14 m                                  |
| Tragflügelfläche      |                                         |
| Höhe                  | 2,41 m                                  |
| Antrieb               | 1× x Avco Lycoming O-235-L2C mit 115 PS |
| Höchstgeschwindigkeit | 195 km/h                                |
| Reichweite            | 719 km                                  |
| Dienstgipfelhöhe      | 3.900 m                                 |
| Leergewicht           | 499 kg                                  |
| Fluggewicht           | 760 kg                                  |
| Bewaffnung            | keine                                   |